# ジェリコ・ヨクシモヴィッチ
ジェリコ・ヨクシモヴィッチ（セルビア語:Жељко Јоксимовић / Željko Joksimović、1972年4月20日 - ）は、セルビアでもっとも人気のある歌手の一人であり、同国以外にもオーストリア、ボスニア・ヘルツェゴビナ、ブルガリア、クロアチア、ドイツ、ギリシャ、ハンガリー、イスラエル、マケドニア共和国、ルーマニア、スロベニア、スウェーデン、スイス、トルコ、モンテネグロなどの国々でも知られている。ジェリコ・ヨクシモヴィッチはユーロビジョン・ソング・コンテスト2004にセルビア・モンテネグロ代表として参加して「Lane moje」を歌い、ウクライナのルスラナに次いで第2位となった。また、ユーロビジョン・ソング・コンテスト2012にセルビア代表として出場する。

## 来歴
ジェリコ・ヨクシモヴィッチの最初の国際的な成功は、ヨクシモヴィッチが12歳の頃、パリで行われた音楽祭「First Accordion of Europe」で優勝したときにさかのぼる。
ヨクシモヴィッチは成績優秀で音楽大学を卒業し、1997年にPGP-RTS（PGP-RTS）からアルバムを出してプロとしてデビューした。1999年、ジェリコ・ヨクシモヴィッチは、RTVピンク（RTV Pink）が保有するレコード会社・シティ・レコーズと契約した。ヨクシモヴィッチの初期の頃のスタイルは民俗音楽やポップスであったが、後にスタイルを変えてバラッドやセルビア民俗音楽を制作し演じるようになった。
2004年、ジェリコ・ヨクシモヴィッチはシティ・レコーズから同社最大のライバルであるBKサウンドに移籍した。同じ年、ヨクシモヴィッチはセルビア・モンテネグロ代表としてユーロビジョン・ソング・コンテストに参加し、「Lane moje」を歌った。これはセルビア・モンテネグロとしての同大会の初参加であった。ヨクシモヴィッチは準決勝を首位で通過し、決勝ではウクライナのルスラナに次いで2位と健闘した。また、同大会でヨクシモヴィッチは最優秀作曲賞にあたる「The MACEL BEZENCON Press award」を受けた。「Lane moje」は長期間にわたって、セルビアや欧州全域でチャートの首位となった。
2004年、ジェリコ・ヨクシモヴィッチはミナコルド・プロダクションを設立し、以降はミナコルドで活動している。
2005年、ヨクシモヴィッチは、ユーロビジョンのセルビアでの予選にあたるベオヴィジヤ（Beovizija）参加曲を制作した。ヨクシモヴィッチはバラッド曲「Jutro」（朝）を作曲し、イェレナ・トマシェヴィッチ（Jelena Tomašević）がこれを歌った。「Jutro」は最高得点を挙げてベオヴィジヤを通過し、セルビア・モンテネグロの代表を決めるエヴロペスマに進出した。しかし、エヴロペスマではモンテネグロ国営放送側の審査員が、そろってノー・ネームに最高得点を与える一方、ベオヴィジヤを上位で通過したセルビア側からの参加者には得点を与えない等、露骨な得点配分が行われた。結局この年のセルビア・モンテネグロ代表は、モンテネグロのノー・ネームに決まった。彼らはユーロビジョン・ソング・コンテスト2005で7位となっている。
2005年10月、オーストラリアの歌手タミー・ハリソン（Tamee Harrison）とのデュエット曲を作曲・録音した。曲は「I live my life for you」と題され、ヨーロッパ中で大きな成功を収めた。この間、ヨクシモヴィッチは映画音楽作曲者としての挑戦を始めていた。ヨクシモヴィッチはCobra productionとの協力の下、映画『Ivkova slava』（イヴコのスラヴァ）の音楽を作曲した。
2006年、ジェリコ・ヨクシモヴィッチはユーロビジョン・ソング・コンテスト2006にボスニア・ヘルツェゴビナ代表として参加したハリ・マタ・ハリ（Hari Mata Hari）の「Lejla」を作曲した。この曲は同大会で3位となり、ユーロビジョンにおけるボスニア・ヘルツェゴビナとしては過去最高の順位となった。ヨクシモヴィッチはこの大会における最優秀作曲賞を受賞した。
ヨクシモヴィッチの4枚目のアルバム『Ima nešto u tom što me nećes』（あるいは単に『IV』とも）は、旧ユーゴスラビア地域全体で大ヒットとなった。このアルバムは80万枚を超える売り上げを記録した。
2007年、ベオグラード・アリーナで行われたコンサートでは、1万8千人の観衆を前に過去のヒット曲を演じた。
2008年、ジェリコ・ヨクシモヴィッチは再び、ユーロビジョンのセルビア代表を選ぶベオヴィジヤでイェレナ・トマシェヴィッチが歌ったバラッド曲「Oro」を作曲した。この曲はベオヴィジヤで優勝を果たし、トマシェヴィッチはベオグラードで行われたユーロビジョン・ソング・コンテスト2008にセルビア代表として参加した。3月24日、ユーロビジョン2008を主催するセルビア国営放送は、ヨヴァナ・ヤンコヴィッチと共にジェリコ・ヨクシモヴィッチがユーロビジョン2008の司会を務めることを発表した。ヨクシモヴィッチとヤンコヴィッチは、この年のユーロビジョン大会の司会を務めた。
2010年6月には、ボスニア・ヘルツェゴビナ・サラエヴォのアシム・フェルハトヴィッチ・ハセ競技場にて、4万人以上の観客を集める大規模なコンサートを開催した。2011年11月、ユーロビジョン・ソング・コンテスト2012のセルビア代表に選出され、2012年5月にバクーで開催される同大会に参加する。
2012年にヨヴァナ・ヤンコヴィッチとモルディブで結婚した。

## ディスコグラフィー

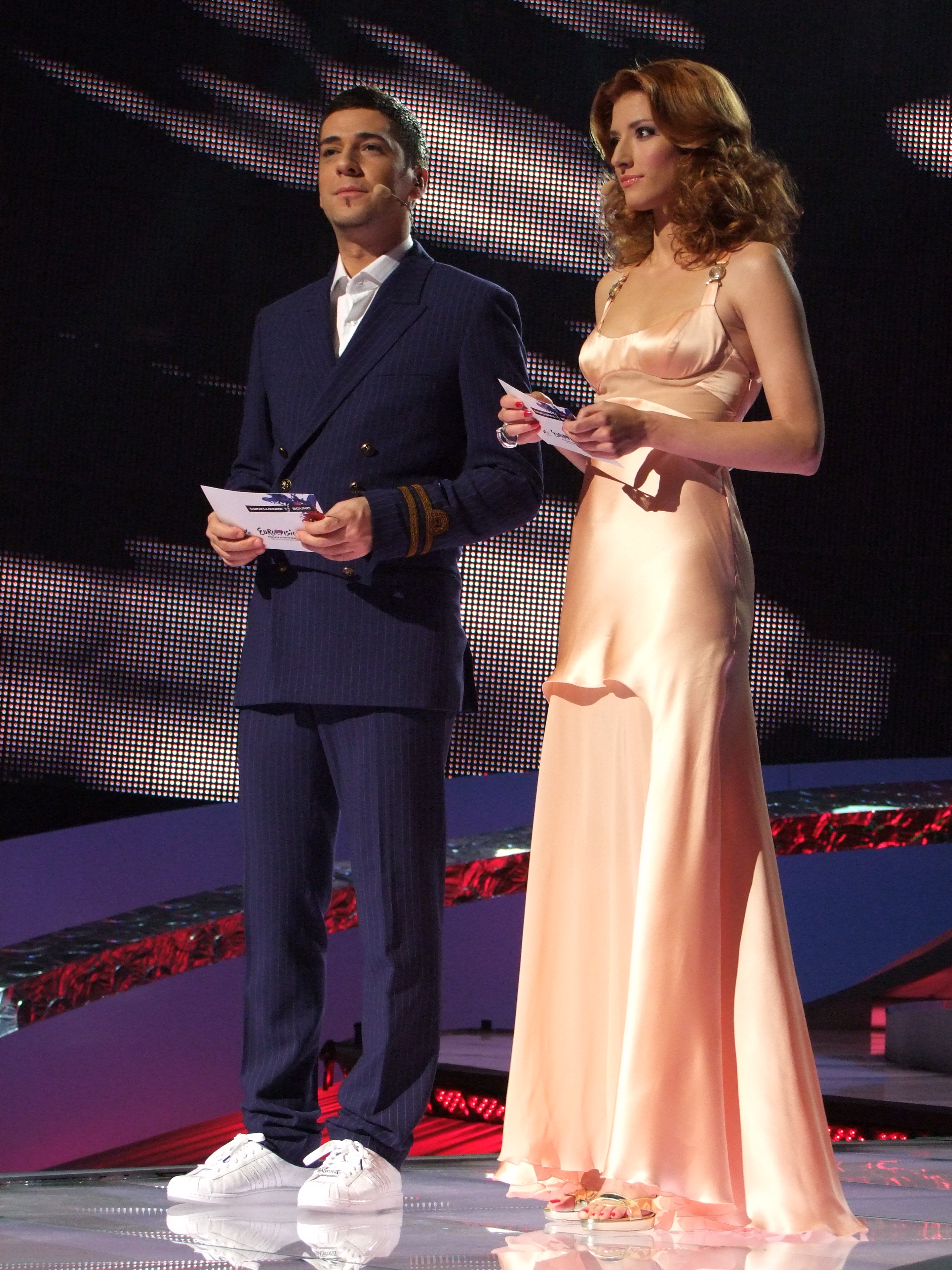
ベオグラードで行われたユーロビジョン・ソング・コンテスト2008にて。ジェリコ・ヨクシモヴィッチは、ヨヴァナ・ヤンコヴィッチとともに同大会の司会を務めた。

### デュエット曲
- 2002年: ハリス・ジノヴィッチ（Haris Džinović） - Šta će meni više od toga
- 2005年: ディノ・メルリン（Dino Merlin） - Supermen
- 2005年: タミー・ハリソン（Tamee Harrison） - I Live My Life For You

### アルバム
- 1999 Željko Joksimović - Željko Joksimović（City Records）
- 2001 Željko Joksimović - Rintam（City Records）
- 2002 Željko Joksimović - III（City Records）
- 2003 Željko Joksimović - The Best Of (najbolje pesme)（City Records）
- 2005 Ivkova slava, The Soundtrack（Željko Joksimović, Jelena Tomašević and Nikola Kojo、Minacord - City Records）
- 2006 Željko Joksimović - Ima nešto u tom što me nećeš /IV/（City Records）
- 2007 Željko Joksimović - The Platinum Collection]（City Records）
- 2008 Željko Joksimović - Beogradska Arena Live（DVD+CD、Minacord Records）

### シングル
- 2004 Željko Joksimović - Leđa o leđa（2004年、City Records）
- 2004 Željko Joksimović - Lane moje（CD+DVD、PGP-RTS）
- 2004 Željko Joksimović - Lane moje/Goodbye（maxi-single、Warner Music Group）
- 2005 Željko Joksimović & Tamee Harrison - I live my life for you（Automatik Records / Mascom records / Warner Music）
- 2007 Željko Joksimović - Devojka sa polja zelenih（Minacord）
- 2007 Željko Joksimović - Nije do mene（Minacord）